# Cerapoda (bướm đêm)
Cerapoda  là một chi bướm đêm thuộc họ Noctuidae.

## Các loài
- Cerapoda aegyptiaca de Joannis 1910 (đồng nghĩa: Cerapoda epiphleps (Turati & Krüger 1936))

## Former species
- Cerapoda stylata is now Rhizagrotis stylata (J. B. Smith, 1893)

## Hình ảnh

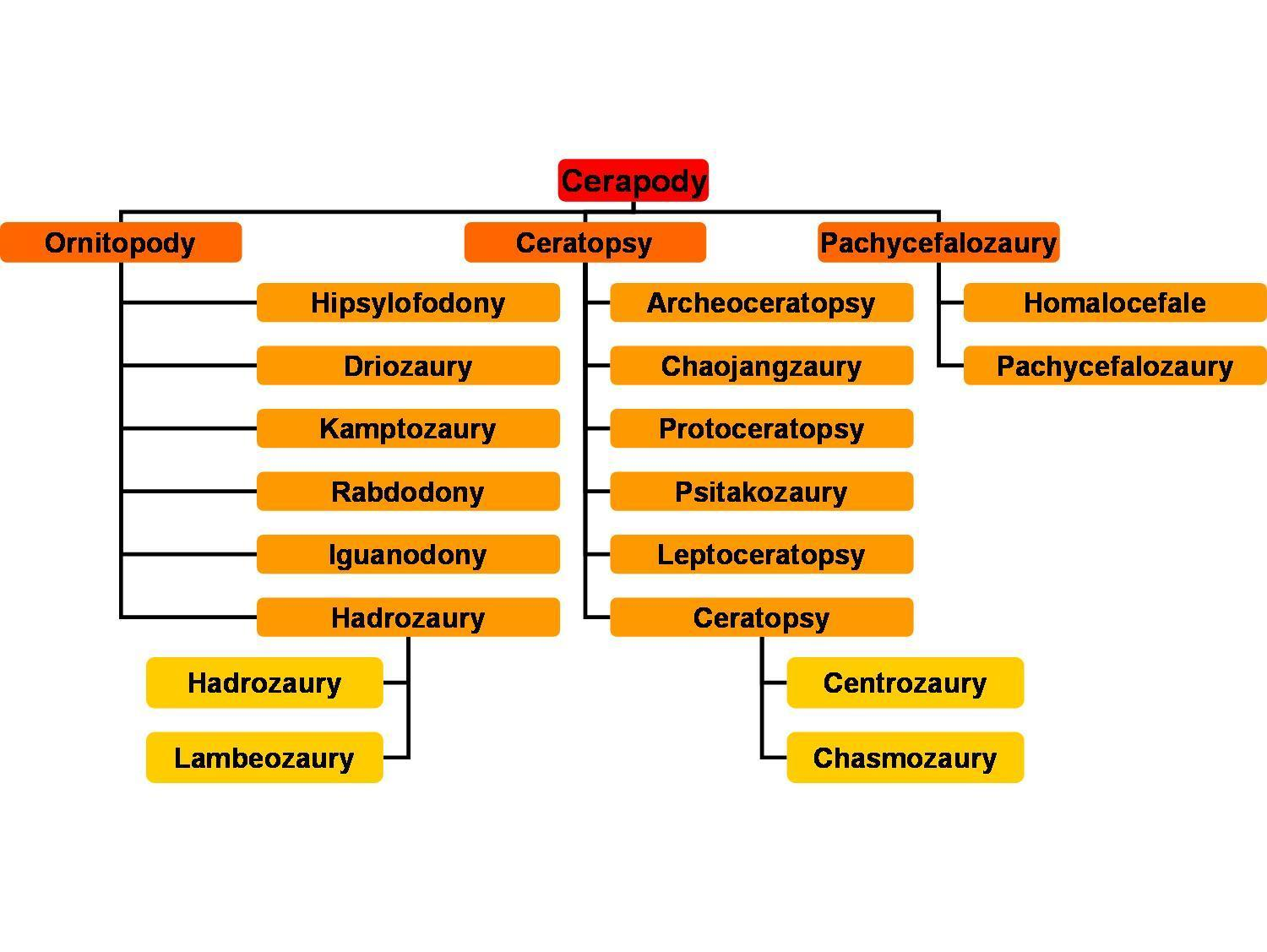
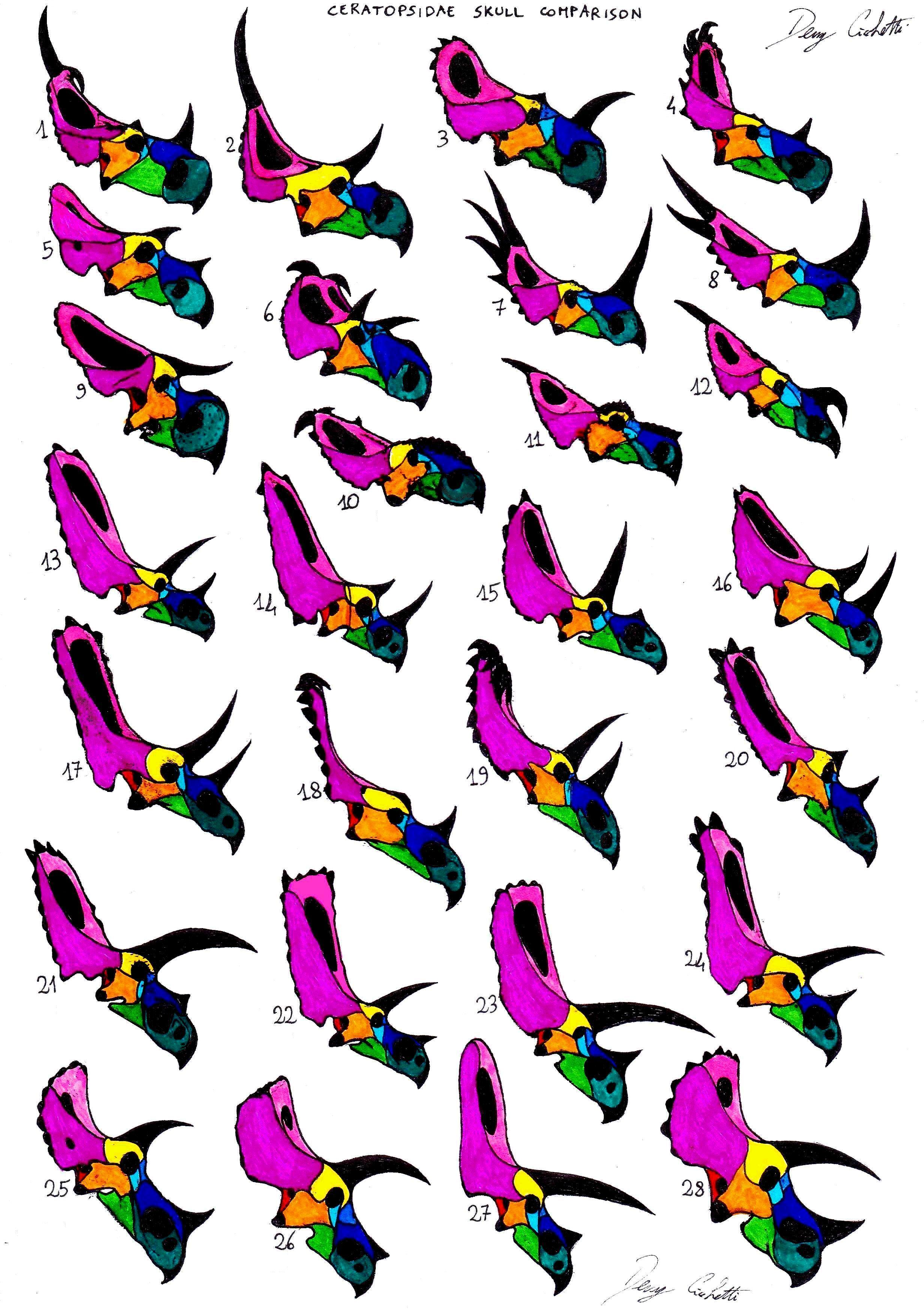
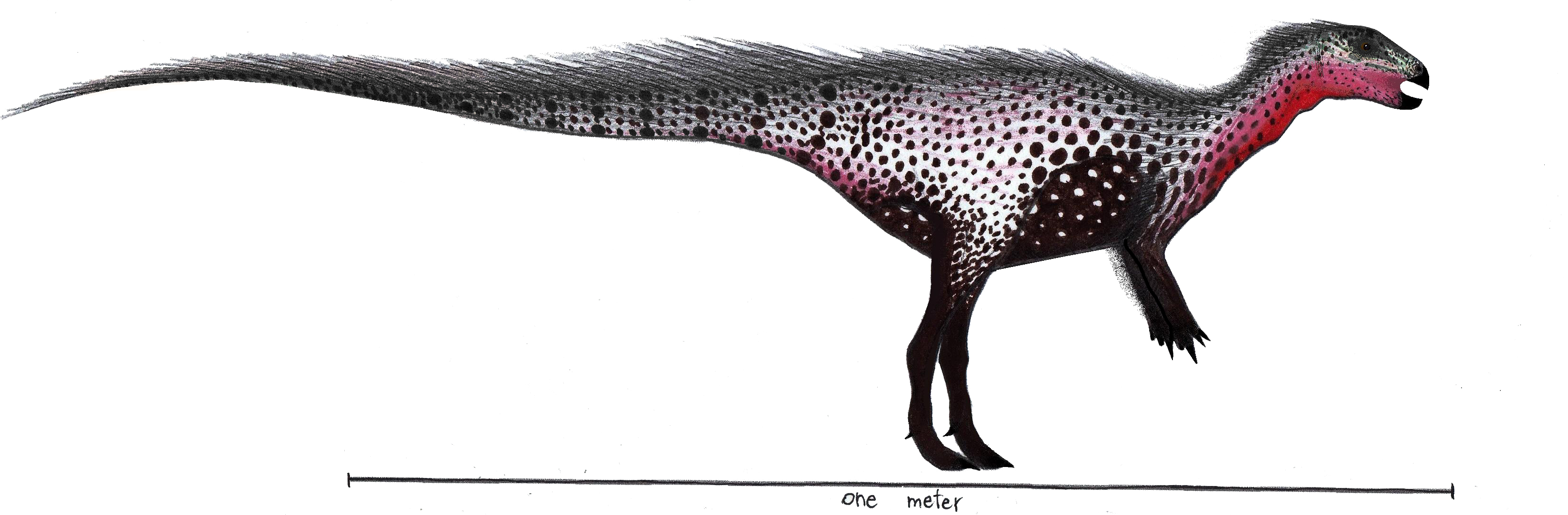
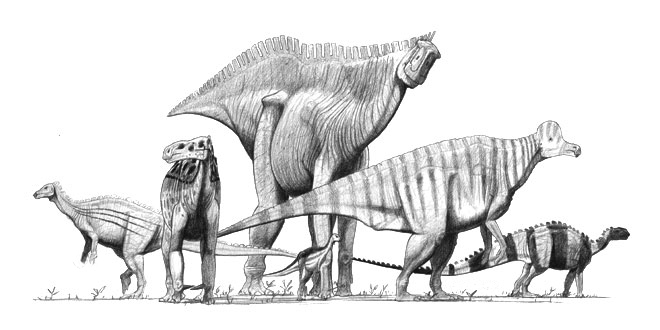